# Гран-при Монако 1979 года
Гран-при Монако 1979 года — 7-й этап чемпионата мира по автогонкам в классе Формула-1 сезона 1979 года. Автогонки прошли 27 мая на трассе Монако. Гонщик «Феррари» Джоди Шектер завоевал поул и победу в гонке, лидируя от старта до финиша. Из-за многочисленных сходов до финишной черты добрались лишь четыре автомобиля, ещё двое отстали на множество кругов.

## Квалификация
В княжество Монако пелотон приехал в изрядно поредевшем составе. Во-первых, от выступлений из-за отсутствия результатов отказалась команда Каузен. Её имущество, автомобили, а также гонщик Джанфранко Бранкателли достались команде Мерцарио. Бранкателли на данном этапе заменил в кокпите итальянской команды её владельца, который на прошлом этапе на тренировке сломал кисть руки. Также не приехали на гонку Альфа-Ромео и мексиканец Ребаке.
В силу ограниченности длины трека в Монако на старт по регламенту допускалось всего 20 гонщиков, а к квалификации — всего 24. Вследствие этого была организована предквалификация, участвовать в которой должны были[уточнить] Масс (Arrows), Штук (ATS), Бранкателли (Merzario), Джакомелли (Alfa-Romeo) и Ребаке. Остаться должны были только двое. В силу того, что последние два из указанных гонщиков не приехали, отсеянию подлежал лишь один из гонщиков. Бранкателли в новой для себя команде так и не смог показать зачётного времени, в силу этого не был допущен к квалификации.
В квалификации первый ряд стартового поля оказался за гонщиками Феррари. Третьим стал Депайе, а вот на четвёртое место прорвался опытный Лауда, опередивший Лаффита. Далее шли два гонщика Тиррелла с идентичным временем, показавший высокий результат Масс из Эрроуза, а также Джонс и Хант. Гонщики Лотуса провалили квалификацию, Ройтеман стал 11-м, а Марио Андретти на новой модели 80 и вовсе 13-м. Гонщики Рено с трудом прорвались на старт, заняв последний ряд.
Не прошли квалификацию оба гонщика Шэдоу, Патрик Тамбе, использовавший более старый вариант Макларена, а также Дерек Дейли, сделавший это в третий раз подряд. После такой серии неудачных выступление руководство команды Энсайн уволило ирландца.
| Место | №  | Гонщик                 | Автомобиль         | Время   | Отрыв  |
| ----- | -- | ---------------------- | ------------------ | ------- | ------ |
| 1     | 11 | Джоди Шектер           | Ferrari            | 1:26,45 | —      |
| 2     | 12 | Жиль Вильнёв           | Ferrari            | 1:26,52 | +00,07 |
| 3     | 25 | Патрик Депайе          | Ligier-Ford        | 1:27,11 | +00,66 |
| 4     | 5  | Ники Лауда             | Brabham-Alfa Romeo | 1:27,21 | +00,76 |
| 5     | 26 | Жак Лаффит             | Ligier-Ford        | 1:27,26 | +00,81 |
| 6     | 4  | Жан-Пьер Жарье         | Tyrrell-Ford       | 1:27,42 | +00,97 |
| 7     | 3  | Дидье Пирони           | Tyrrell-Ford       | 1:27,42 | +00,97 |
| 8     | 30 | Йохен Масс             | Arrows-Ford        | 1:27,47 | +01,02 |
| 9     | 27 | Алан Джонс             | Williams-Ford      | 1:27,67 | +01,22 |
| 10    | 20 | Джеймс Хант            | Wolf-Ford          | 1:27,96 | +01,51 |
| 11    | 2  | Карлос Ройтеман        | Lotus-Ford         | 1:27,99 | +01,54 |
| 12    | 9  | Ханс-Йоахим Штук       | ATS-Ford           | 1:28,22 | +01,77 |
| 13    | 1  | Марио Андретти         | Lotus-Ford         | 1:28,23 | +01,78 |
| 14    | 7  | Джон Уотсон            | McLaren-Ford       | 1:28,23 | +01,78 |
| 15    | 29 | Риккардо Патрезе       | Arrows-Ford        | 1:28,30 | +01,85 |
| 16    | 28 | Клей Регаццони         | Williams-Ford      | 1:28,48 | +02,03 |
| 17    | 14 | Эмерсон Фиттипальди    | Fittipaldi-Ford    | 1:28,49 | +02,04 |
| 18    | 6  | Нельсон Пике           | Brabham-Alfa Romeo | 1:28,52 | +02,07 |
| 19    | 16 | Рене Арну              | Renault            | 1:28,57 | +02,12 |
| 20    | 15 | Жан-Пьер Жабуй         | Renault            | 1:28,68 | +02,23 |
| НКВ   | 18 | Элио де Анджелис       | Shadow-Ford        | 1:28,70 | +02,25 |
| НКВ   | 8  | Патрик Тамбе           | McLaren-Ford       | 1:29,53 | +03,08 |
| НКВ   | 17 | Ян Ламмерс             | Shadow-Ford        | 1:29,99 | +03,54 |
| НКВ   | 22 | Дерек Дейли            | Ensign-Ford        | 1:30,18 | +03,73 |
| НПКВ  | 24 | Джанфранко Бранкателли | Merzario-Ford      | —       | —      |

## Гонка
На старте Шектер сохранил первую позицию, на вторую же прорвался Лауда. Далее шли Вильнев, Депайе, Лаффит, Пирони и Джонс. На третьем круге Вильнев прошёл Лауду и отправился в погоню за напарником, постепенно сокращая отставание. Позади же собрался целый караван из преследователей Лауды. на 16-м круге Пирони въехал сзади в Лаффита, вынудив того совершить пит-стоп. Тремя кругами позже Пирони выпихнул с трассы и его напарника, Депайе, который однако смог продолжить гонку. Наконец, на 22-м круге Пирони попытался пройти и Лауду, но в повороте Mirabeau они столкнулись и оба сошли.
После всех этих приключений Пирони на третьем месте оказался Джонс, который постепенно стал догонять пару Феррари. Но на 43-м круге австралиец стал жертвой наиболее распространенной ошибки в Монако — он зацепил отбойник, повредил подвеску и сошёл. Через девять кругов печальная участь ждала и Вильнева — он сошёл из-за неполадок в трансмиссии. Чуть ранее сошёл ещё и Жан-Пьер Жарье, по той же причине, а Йохен Масс из-за проблем с коробкой передач откатился назад.
На последних кругах высокий темп развил Регаццони, которому не помешала даже не работающая вторая передача, но все что ему удалось — это приблизиться на дистанцию в полсекунды. В итоге он финишировал вторым, и впервые в сезоне в очках. Третьим финишировал Рейтеманн, к которому на финише быстро приближался Депайе. Француз было вышел на третье место, но на самом последнем круге у него сгорел двигатель, и третье место досталось гонщику Лотуса. Четвёртым стал Уотсон, Депайе же был классифицирован пятым, эта гонка стала последней для него в сезоне. На шестом месте был классифицирован Масс, успевший отстать на 7 кругов, он заработал свое первые очки в 1979-м. Сразу за очковой зоной был классифицирован Пике — у него, как и у многих в этот день, поломалась трансмиссия на последних кругах. Наконец, финишировал, но не был классифицирован Жабуй, отставший и вовсе на 8 кругов.
| Место | С  | №  | Гонщик                 | Команда            | Ш | Круги | Время/причина схода                      | О |
| ----- | -- | -- | ---------------------- | ------------------ | - | ----- | ---------------------------------------- | - |
| 1     | 1  | 11 | Джоди Шектер           | Ferrari            | M | 76    | 1:55:22,48                               | 9 |
| 2     | 16 | 28 | Клей Регаццони         | Williams-Ford      | G | 76    | +0,44                                    | 6 |
| 3     | 11 | 2  | Карлос Ройтеман        | Lotus-Ford         | G | 76    | +8,57                                    | 4 |
| 4     | 14 | 7  | Джон Уотсон            | McLaren-Ford       | G | 76    | +41,31                                   | 3 |
| 5     | 3  | 25 | Патрик Депайе          | Ligier-Ford        | G | 75    | Двигатель                                | 2 |
| 6     | 8  | 30 | Йохен Масс             | Arrows-Ford        | G | 69    | +7 кругов                                | 1 |
| Сход  | 18 | 6  | Нельсон Пике           | Brabham-Alfa Romeo | G | 68    | Трансмиссия                              |   |
| НКЛ   | 20 | 15 | Жан-Пьер Жабуй         | Renault            | M | 68    | +8 кругов                                |   |
| Сход  | 5  | 26 | Жак Лаффит             | Ligier-Ford        | G | 55    | Удар от Пирони, коробка передач          |   |
| Сход  | 2  | 12 | Жиль Вильнёв           | Ferrari            | M | 54    | Трансмиссия                              |   |
| Сход  | 9  | 27 | Алан Джонс             | Williams-Ford      | G | 43    | Контакт с отбойником, рулевое управление |   |
| Сход  | 6  | 4  | Жан-Пьер Жарье         | Tyrrell-Ford       | G | 34    | Трансмиссия                              |   |
| Сход  | 12 | 9  | Ханс-Йоахим Штук       | ATS-Ford           | G | 30    | Потеря колеса                            |   |
| Сход  | 4  | 5  | Ники Лауда             | Brabham-Alfa Romeo | G | 21    | Столкновение с Пирони                    |   |
| Сход  | 7  | 3  | Дидье Пирони           | Tyrrell-Ford       | G | 21    | Столкновение с Лаудой                    |   |
| Сход  | 13 | 1  | Марио Андретти         | Lotus-Ford         | G | 21    | Подвеска                                 |   |
| Сход  | 17 | 14 | Эмерсон Фиттипальди    | Fittipaldi-Ford    | G | 17    | Двигатель                                |   |
| Сход  | 19 | 16 | Рене Арну              | Renault            | M | 8     | Авария, подвеска                         |   |
| Сход  | 10 | 20 | Джеймс Хант            | Wolf-Ford          | G | 4     | Трансмиссия                              |   |
| Сход  | 15 | 29 | Риккардо Патрезе       | Arrows-Ford        | G | 4     | Подвеска                                 |   |
| НКВ   |    | 18 | Элио де Анджелис       | Shadow-Ford        | G |       |                                          |   |
| НКВ   |    | 8  | Патрик Тамбе           | McLaren-Ford       | G |       |                                          |   |
| НКВ   |    | 17 | Ян Ламмерс             | Shadow-Ford        | G |       |                                          |   |
| НКВ   |    | 22 | Дерек Дейли            | Ensign-Ford        | G |       |                                          |   |
| НПКВ  |    | 24 | Джанфранко Бранкателли | Merzario-Ford      | G |       |                                          |   |

| №  | Гонщик       | Автомобиль | Круги | Всего |
| -- | ------------ | ---------- | ----- | ----- |
| 11 | Джоди Шектер | Ferrari    | 1-76  | 76    |

## Положение в чемпионате
Гонкой в Монако завершалась первая половина чемпионата. Согласно правилам того времени, в зачет чемпионата гонщиков шли четыре лучших результата из первой половины чемпионата, так что зачет выглядел так: закрепивший своё лидерство Шектер имел на своем счету 30 очков (за две победы и два вторых места), за ним шёл Лаффит с 24 очками. Места с третьего по пятое заняли гонщики, имеющие по 20 очков каждый: Вильнев — третий с двумя победами, Депайе — четвёртый с одной, и пятый — Ройтеман (без побед). Особенность ситуации состояла в том, что до вычитания трех худших результатов эти три гонщика шли бы в обратном порядке, причем Ройтеман был бы вторым. В кубке конструкторов изменений не произошло.
На данном этапе Регаццони и Масс заработали свои первые, а Ройтеман и Депайе — последние в сезоне очки. При этом Карлос откатает весь сезон, но так и не сможет добраться до зачетной шестерки, Патрик же вскоре после этой гонки сломает себе ноги, катаясь на дельтаплане.
Кроме Депайе, ещё для двух гонщиков этот Гран-при стал последним в сезоне. Дерек Дейли перед следующим этапом будет уволен, а Хант уйдёт сам, разочарованный своими же слабыми выступлениями — в семи гонках ему удалось финишировать всего лишь раз, на восьмом месте. Для Бранкателли эта гонка стала и вовсе последней в карьере — после трёх неудачных попыток выйти на старт он решил заняться кузовными гонками, в чём преуспел.
Ferrari осуществила существенный рывок в Кубке конструкторов.
| Место | №  | Гонщик          | Очки    |
| ----- | -- | --------------- | ------- |
| 1     | 11 | Джоди Шектер    | 30 (34) |
| 2     | 26 | Жак Лаффит      | 24      |
| 3     | 12 | Жиль Вильнёв    | 20      |
| 4     | 25 | Патрик Депайе   | 20 (22) |
| 5     | 2  | Карлос Ройтеман | 20 (25) |

| Место | Команда      | Очки |
| ----- | ------------ | ---- |
| 1     | Ferrari      | 54   |
| 2     | Ligier-Ford  | 46   |
| 3     | Lotus-Ford   | 37   |
| 4     | Tyrrell-Ford | 15   |
| 5     | McLaren-Ford | 8    |

- В четверг перед гонкой оба гонщика Лижье проехали по трассе круг на автомобилях, оборудованных видеокамерами, впереди Лаффит, позади Депайе. Машина первого была оборудована камерой, направленной против движения, камера на машине второго была подобна современным онбордам.
- Третий и последний в карьере поул в чемпионате мира для Джоди Шектера.
- Четвёртый и последний в карьере лучший круг для Патрика Депайе.
- Последняя гонка в чемпионате мира для Джеймса Ханта.
- 250-й Гран-при чемпионата мира для Lotus.
- 110-й лучший круг в чемпионате мира для двигателей Ford-Cosworth.